# 十四条村
十四条村（じゅうしじょうむら）は、かつて岐阜県本巣郡に存在した村である。現在の本巣市十四条に該当する。
村名は、条里制の美濃国十四条に由来すると推測される。

## 歴史
- 江戸時代、この地域は磐城平藩領であった。
- 1889年（明治22年）7月1日 - 町村制により十四条村が発足。
- 1897年（明治30年）4月1日 - 上真桑村・下真桑村・軽海村・小柿村・宗慶村と合併し、真桑村が発足。同日十四条村廃止。